# Antonio Costa Allem
Antonio Costa Allem (né en 1949) est un botaniste brésilien.